# チャージマン研!
『チャージマン研!』（チャージマンけん）は、ナックが制作し、TBSテレビなど、番組販売の形式で放送された日本のテレビアニメである。通称「チャー研」。
放送時期については1973年説と1974年説があるが（詳細は#放送時期を参照）、1973年の放送が確認できる資料が発掘されていないため、本項においては、放送期間については毎日・朝日・読売各新聞のテレビ欄での記述がある1974年説を採用するものとする。

## 概要
関東地方では、TBSテレビにて、1974年4月1日から6月28日まで、月曜日から金曜日の17時30分から40分までの10分放送枠で全65話が放送された。1話完結形式。
1972年に放映された『アストロガンガー』に関わった西野清市（現・西野聖市）、田中英二、安藤豊弘、茂垣弘道らが中心となって参加していることから、キャラクターデザインやロボットや宇宙人も含めた登場人物の構成や特徴が類似している。企画した西野によると、真鍋博が書いた21世紀の絵物語を元に、未来の生活を描こうとした作品を目指して製作された。
当時の30分アニメにおける1話あたりの平均予算は400 - 500万円前後といわれる中、プロデューサーを務めた茂垣（現スタジオコメット代表取締役）によれば、本作品は1話あたり50万円という低予算で制作された。そのため制作側もスタッフが勝手に海へ泳ぎに行くなど熱意が無く、アニメとして質が高いとは言えない作品になってしまったという（後述）。一方で絵コンテなどの製作資料は保管されていた。番組に関する情報は後年インタビューを受けた関係者の証言以外に少ないため、出演声優の情報など不明な点が残っている。
雑誌展開は徳間書店『テレビランド』と秋田書店『冒険王』で行われ、それぞれコミカライズ版が連載された。

### 後年における再評価と人気の獲得
極端な低予算により作品としての品質は低く、ご都合主義的・辻褄を無視した展開、あからさまな引き延ばしなど放送時間を優先したかのような強引なストーリー展開、現在では放送が困難な用語の多用、頻発する作画の乱れやフィルムに写り込む毛のようなもの、ゲストキャラクター声優の稚拙な演技など脚本・作画・演技の問題が指摘されている。
本放送終了後は長らく顧みられることは稀であったが、2000年代後半頃、2ちゃんねるやニコニコ動画などといったアンダーグラウンド視点においてはこれらの点が逆に「ツッコミがいがある愉快な珍作」として再評価され、インターネット上で人気を呼ぶようになった。
「突っ込みどころ満載」のアニメとして2000年代から注目され始めた本作は、2008年頃になると、特にニコニコ動画において、MAD（二次創作物）が大量に公開されるようになり、閲覧数が120万人を超えているものも登場した。また、ニコニコ動画内の同アニメコミュニティー参加者は1万4000人を超えた。同年9月5日放送の『ザ☆ネットスター!』（NHK衛星第2テレビジョン）では、インターネットにおける本作のブームが取り上げられた。この現象について、西野の娘でICHI（旧ナック）の現・代表取締役の吉野百子は、後述する「アニメの王国」の格安DVDがきっかけになったのではないかと述べている。2010年8月20日、初の放送から40年弱の時を経て初の公式サイトがオープンし、同年10月27日には公式サウンドトラック&トリビュートアルバム『チャージマン研! Tribute to Soundtracks vol.1』が発売された。
インターネット上でのブームを受け、2008年から2009年にかけてAT-Xで、2011年7月から2012年1月にかけてキッズステーションでそれぞれ再放送された。なおキッズステーションでは、人を発狂させるレコードや台詞に「きちがい」という単語が登場する第16話、精神病院に対する差別や偏見が見られる第23話など、話によっては現在の倫理で不適切とされる表現が含まれることもあるため、該当エピソードの放送を自粛した。一方、DVDやAT-X、さらにYouTubeのキッズステーション公式チャンネルやドコモ・アニメストアや下記の動画配信などではオリジナルのまま全話を収録・放送・配信している。いずれも放送順は本放送時と同一である。
また、インターネットテレビ局・AbemaTVの「みんなのアニメチャンネル」にて2019年11月3日に一挙配信されて以来、今も不定期で一挙配信および単発配信が行われている。またAbemaビデオでも視聴可能になった。
バラエティ番組でもたびたび取り上げられている。『マツコ&有吉の怒り新党』（テレビ朝日系列）の2012年8月8日放送回では「蝶の大群が舞う」（第3話）、「殺人レコード 恐怖のメロディー」（第16話）、「頭の中にダイナマイト」（第35話）の計3本が放送された。同番組の最終回となった2017年3月29日放送回でも、過去のお気に入りを振り返る形で「頭の中にダイナマイト」が取り上げられた。また、2014年12月3日放送の『水曜日のダウンタウン』（TBS系列）では、「古今東西秒殺ランキング」という漫画・アニメ・格闘技での秒殺をランキングにした企画が行われ、「銀行ギャング キャロンが危い！」（第19話）が登場後1.5秒という記録で4位にランクインしていた。
2020年1月24日から2月16日の間、渋谷マルイのAMNIBUS STOREにて本作を取り上げたポップアップストアが催された。同年8月3日、制作元のICHIは経年劣化の著しいフィルムの原版を修復してアーカイブ化するため、「READYFOR」にてクラウドファンディングを開始。当初の目標金額であった600万円を上回る約889万円もの支援がなされた。同2020年10月2日には、ニコニコ生放送（ドワンゴ）で第1話から第24話までが一挙放送された。
2021年6月30日、HDリマスター化を施したBlu-ray仕様のDVD-BOXがリリースされた。
なお、現在はナック公式YouTubeチャンネルにて全話（通常版・4K超字幕版）が公開されている。

## ストーリー
21世紀後半の地球、科学が飛躍的に発展した未来都市に地球侵略を目論むジュラル星人が攻めてきた。主人公・泉研はチャージマンに変装し、ジュラル星人の脅威から地球を守るために奮闘する。

## 登場人物

### 声優について
声優はエンディングのクレジットでは「劇団近代座」とのみ表記されており、各々のキャラクターの担当声優は不明である。
*DVDジャケットなどでは研役を沢田和子などとしている。
*『アニメージュ』1979年4月号91頁のリストでは研役が宮川節子と記載があり、当時、本番組のプロデューサーだった茂垣弘道は研役の声優について「ミヤなんとかっていう、女の子だ」と証言している。2012年には有志の調査により魔王、ボルガ博士、ピアノの先生、星の声優が佐藤昇と判明しており、2018年10月8日に渋谷で開催された「チャージマン研！ライヴシネマコンサートVol.2」にもゲスト出演。2019年6月9日開催の同コンサートVol.3で、佐藤昇は泉研の声優が宮川節子（本名：竹本節子、旧姓：藤田、1954年9月30日 - ）、泉博の声優が河西喜義、泉さおりの声優が会田由来、バリカンの声優は高橋冬樹と証言している。2024年には有志の調査により研の声優が竹本節子と正式に判明し、竹本はキャロン役の声優についても同じく近代座の清水勢津子（1951年4月24日 - ）と証言している。また、のざききいこは自身の公式サイトで渚先生役を担当したと記載している。

### 研とその関係者
泉 研（いずみ けん）
本作の主人公。普段は元気で素直な小学生の少年（10歳）だが、事件が起こると光の力で地球の味方・チャージマン研に変身する。しかし彼が変身し敵と戦うようになった経緯は一切明かされていない。アニメ版ではジュラル星人が現れた際に身内以外の目の前でためらうことなく変身していることから、自分がチャージマン研であることを知られていても気にしていない様子であるが、第4話では変身を見せるように頼んだ星に対して断っている。一方、漫画版では自分がチャージマンであることを隠している。
ジュラル星人を激しく敵視しており、たとえ言葉を交わした相手でもジュラル星人と分かれば敵と呼び、ジュラル星人が無抵抗でも躊躇なく射殺する。なかには台詞の途中であっても射殺したり、友達として研に接触していたジュラル星人でも正体がジュラル星人だと分かれば即座に射殺するという、ジュラル星人に対しては容赦なく、極めて冷酷な面がある。一方で地球人に影響された一部のジュラル星人には心を許すこともあり、彼らがほかのジュラル星人に殺された時には深く悲しんだが、やはりほとんどのジュラル星人は問答無用で撃ち殺す。ドコモ・アニメストアのチャージマン研紹介サイトでは、こうした研の容赦なさを「今の悩みすぎる主人公に対するアンチテーゼ」と紹介している。犯罪を犯した人物と関わる話もあるが、警察に通報することは稀で、自発的に改心させることが多い。
ヘビー級のボクサーを素手で叩きのめせるほど戦闘能力が高く、毎回敵と激しい戦闘を繰り広げるが苦戦することは少ない。研とまともに戦えた敵は魔王を含む一部のジュラル星人のみである。なお、研に関わったレギュラー以外の登場人物は最終的に死亡する場合もある。
モデルになった人物は西野清市社長の知り合いで超能力者として知られるピーター・フォルコス（1911年5月21日 - 1988年6月1日）であり、研自身もテレパシーなど超能力を用いる描写がある。
苗字の「泉」は当時の広告代理店のプロデューサーの名前からとられたものである。
ハニートラップには弱く、算数とトマトジュースが嫌いであるほか、バリカンとじゃれあっていたり、キャロンを軽くからかったりと子供らしい一面もある。
『冒険王』連載版では設定年齢が少し上がっており、より人々のために労力を惜しまない正統派ヒーローとなっている。
泉 キャロン（いずみ キャロン）
研の妹。金髪のポニーテールに濃いピンクのリボンが特徴。明朗活発でおしゃまな美少女。人質として捕らえられたり、操られて研の暗殺に利用されるなど、災難に遭うことが多い。しばしば兄に「太っている」と言われていることから自身の体型を気にしており、美容体操に取り組んでいる。人を（実際はロボットだったが）何の躊躇い無く射殺できる。
泉 博（いずみ ひろし）
研とキャロンの父親。本業は医者と自称しているが、実際に医師として活動しているシーンはなく、妻からもそれを忘れられたような発言をされている。また、精神病院を「こんなところ」と呼んだり、倒れている人間を救助しなかったりと、医者としての自覚や品格が疑われる行動もしている。車を運転する場面では人や馬を撥ねることがあるが、基本的に警察や救急に通報する描写はなく怪我人とその場で別れたり自宅に連れ帰ることもある。しかし撥ねられた人物や動物はいずれもジュラル星人と何らかの関係があった。
科学者や軍関係者に知り合いが多く、時折研の任務をサポートする。研に対する信頼は絶大なものがあり、単独でジュラルとの戦いに臨む研を容認し見守っているが、地球へ大隕石が衝突する事態を回避するための任務を研が任された時は憤慨し、研の身を案じて辞退させようとした。
なお、『冒険王』連載版ではスペクトルアローなどの装備を開発した人物として描かれ、医者とは一言も記述されていない。
泉 さおり（いずみ さおり）
研とキャロンの母親。子供たちを心優しく見守る立場であるが、夫の職業を失念するなどの面もある。怒ると怖い。
バリカン
泉家に在住しているロボット。アヒルのような顔をしていて、球形の胴体に開いた穴から頭と手足が出たデザインをしている。おじいさん風に設計されているのか、それとも年式が古いのか「おじいさんロボット」と呼ばれている。研やキャロンと仲が良く一緒に遊んだり共に行動することが多い。
本作品のマスコット的存在だが、基本的に酷い扱いばかり受ける。また、唐突に語尾に「げす」とつけたり、研を研坊と呼んだり一人称が変わるなど、キャラクターの設定が安定していない。
泉一家で唯一ジュラル星人が用意したレコードの殺人メロディが効かないことから、研の指図でレコードを破壊し、研の姿をしたジュラル星人が泉家に潜入した際には、鏡に映っていないことで偽物と見抜いたりするなどロボットならではの活躍が結構多い。また、望遠鏡を通してもキャロンには見えなかったジュラル星人が、彼には見えている。
吉坂（よしざか）
チャージマンの生みの親とも言える存在の科学者。アニメ版では「科学の権威」「日本を代表する学者」と紹介され、ほかの科学者らとともに研を科学的側面から支援する。ジュラル星人に捕えられた際には研の弱点を話すよう脅され拷問を受けるが「研に弱点などない」と強気に訴えた。

### ジュラル星人
地球侵略を目論む宇宙人。チャージマン研の打倒と地球人の虐殺のために凶悪な作戦を繰り返す。最終目的は、地球を滅びゆくジュラル星に代わる新天地とすることにある。
顔面の中央に1つだけある目から発射する抹茶色の怪光線、ムチのような手足で敵を攻撃するなどのほか、各種の科学兵器を装備しており、地球人の姿へ擬態・変身する身体的な能力も併せ持つ。鏡やカメラのファインダーを通すと姿が見えないのが特徴であり、研やバリカンがこれを利用して正体を見破ることもある。肉体的にはさほど強靭ではなく防御兵器も持っていないようで、基本的にはチャージマン研の撃つアルファガンの一撃によって（無抵抗、あるいは台詞の途中であっても）倒される。ただし拳銃による銃弾は効かない。
地球より500年進んだ文明を持つと自負しているが、その地球に住んでいる研に悉く敗北を喫しており、科学力を有効活用できているとは言い難い。目的達成のため多様な策を講じるものの、回りくどい内容の作戦が多く、時には地球人が少しでも減れば目的に近づくからと、一般人の大人1人の自殺にわざわざ手を貸そうとしたことすらある。また、集団で地球人に化け、研やその周辺の人物を罠にかけようと劇団さながらに一芝居打つことも多い。しかし、幾多の努力をもってしても、研をあと一歩のところまで追い込んだ時が数回あるのみで、最終的には一度も勝利を収められなかった。
地球人の悪党と手を組む場合もあり、破壊や暴動などを企てる者には協力を惜しまない。しかし、何万人の命が犠牲になっても協力金さえ貰えればよいと発言した地球人の男に、真っ先に制裁を与えたこともある。
どの個体も見た目に変化はなく思考が統一されているように思われるが、それなりに個々のパーソナリティは存在している。用意周到すぎる計画を立てる者がいれば、偶然基地を発見した地球人に必要もなく自分たちの正体や動向を解説してしまう短絡的な者もいる。中にはスパイ活動で地球の社会に潜り込んだ結果、ジュラル星人が失った心を持つ地球人に感化され仲間に反逆する者までいる。
アルファガンで倒される理由については、『冒険王』連載版では火に弱いから。
使用する宇宙船（円盤）はスカイロッド号の攻撃で一掃されたり、地球人側の防衛軍に全滅させられたりと散々な扱いを受けているが、通常のものより強力な宇宙船が登場することもある。
魔王
ジュラル星人の王様。ほかのジュラル星人とは異なる姿で、2つの目（額のものを合わせて3つの可能性も）と長い鼻を持ち、手には特徴的な指がある。
悪の親玉ではあるが将としての精神的度量は大きく、基地が攻撃を受けた際は自分より部下の避難を優先させたり、地球に隕石が接近し衝突の危機に陥った際は「地球の危機は地球を奪い取ろうとする我々の危機でもある」と自ら研と協力することを申し出たりしている（しかも衝突が無事に回避されると、「これで地球の危機は去ったのだ」と心の底から喜んでいた）。その一方で、感情を捨てることがジュラル星人のモットーだと公言しているにもかかわらず、部下であるジュラル星人の1人であるX-6号が研を殺せないと分かるや否や、怒りを爆発させるなど、感情の起伏が激しい面もある。
また、分析力が低い節が見られ、チャージマン研への対策を部下から聞かれた際に「気にするな！」の一言で一蹴した。
変装をして「瞳」という美少女に成り済まし、直接研を罠に嵌めたこともある。
最終話ではジュラル星人の存亡をかけて地球人類への総攻撃を仕掛けるが、研の乗ったスカイロッド号との壮絶な戦いの果てに基地もろとも爆死した。
『冒険王』連載版では研と互角に戦うなど戦闘力が極めて高く、宇宙人の子供の両親を人質にして研を襲わせ、利用価値がなくなれば親子共々殺害するなどアニメとは比較にならないほどに冷酷非道で凶悪な存在として描かれている。
サンダナパレスアグリアス
第3話に登場した蝶。蝶の世界では最も速く舞い、赤と青の翅は人の心を惑わすに十分な美しさを持つと言われる幻の蝶だが、50年前に絶滅したと思われていた。だが50年前にジュラル星人が密かに絶滅寸前のサンダナパレスアグリアスを救い出し、人食い蝶になるよう品種改良していた。街に放たれ人々を大混乱に陥れるが、研のアルファガンによって全頭駆除され、50年もかけた野望は約15秒で終了した。
アグリアス・サンダナパルスに由来。
星（ほし）
第4話に登場し、アメフトの試合で研のチームと戦った美少年。キャロンからは秘かな憧れを向けられている。人気のないところに研を誘いチャージマンに変装するところを見せるよう頼んできたが（目的は不明）、正体はジュラル星人であった。一瞬で殺されることが殆どであるジュラル星人の中では長い時間の健闘を見せた。研はキャロンに対してまさか自分が殺したとは言えず「転校した」と説明した。
X-6号
第8話に登場。人間の女性に化けたジュラル星人で、研を暗殺するために放たれた刺客。大木を倒して殺害しようとしたが、自らの罠に逆に自身が巻き込まれる。その時に研に助けられたことで、ジュラル星人が無くした感情を取り戻し、彼に恩義を感じてしまう。
魔王から拷問を受け、「感情という下等なものはとうの昔に忘れた」と叱責を受ける。最後のチャンスとして再び研の暗殺を試みるが、どうしても殺せなかったがために最後は粛清された。
さすがの研も「忘れないよ。ジュラル星人にも君のような”敵”がいたことを」と、あくまでも敵視は変わらないながらその心情に一定の理解を示し、墓に花束を捧げた。
ジュラルモンス
第9話に登場した怪獣型の巨大ロボット。ジュラル星人の円盤よりも耐久力が高く、両眼から放つ光線で対象を消滅させることができるが、その眼が同時に弱点でもある。研との戦いではスカイロッドの方向制御機を破壊するものの、アルファガンで眼を集中攻撃され爆発四散した。ジュラル星人最高の科学力を誇るはずだったが、普段のジュラル星人と同様にアルファガンのみで決着がついてしまった。
ミユキ
第20話に登場。自転車に乗っていた研と衝突したことから研と知り合った美少女。研の家に遊びに来た時、彼に無視されて憤慨したバリカンが吹いたハーモニカの音色を聞いてもがき苦しみ、ジュラル星人の正体を晒した。何も悪いことをしていないにもかかわらず、ジュラル星人だと見破られた瞬間、研に逃げる背後から射殺された。
ナオコ
第26話に登場。パパの車に轢かれて記憶喪失になった少女。ナオコという名前はキャロンが付けた。研達と一緒に宇宙ステーションに遊びに行くが、研と観覧車に乗っている際にジュラル星人の本性を表して襲いかかる。自分から正体を明かしておきながら「くそう、見破られては仕方ない」と筋の通らない事を言って再び襲いかかるが足を滑らせて落下し、爆死した。
牧師
第37話に登場。研とキャロンとさおりが搭乗する飛行機に乗り合わせていた。突如現れたハイジャック犯たちに対し「無益な殺生はやめなされ」と説得するも撃たれてしまうが、何事もなかったように眼から光線を放ちハイジャック犯をまとめて蒸発させる。その正体はジュラル星人であり、予め飛行機のチケットを全て抑え、研とその家族以外は全員ジュラル星人という状況で一網打尽にするつもりが、予期せぬハイジャックに邪魔されたというのが真相だった。
結局、研たちは呼び出したスカイロッドで脱出し、その際にスカイロッドが機体に突っ込んだことが原因で飛行機は爆発。逃げ切れずに仲間もろとも死亡した。
J-7号
第43話に登場。研の通う剣道道場の師範に化けたジュラル星人。研には内心、兄のように思われている。町の人々を皆殺しにする任務を受けていたが、ジュラル星人が失っていた心を取り戻したことでその任務を果たせないでいた。
仲間たちに対して心があることの素晴らしさを説き、地球侵略をやめるよう説得するが、聞きいれてもらえずに粛清される。最後まで人間形態のままでいた。
研にとって心を打たれた人物である。
K-11号
第44話に登場。研の姿に化けたジュラル星人。本物の研を拉致監禁し、家族から怪しまれぬよう泉家に潜り込む。だが実は早々に偽者であることを疑われており、研の嫌いなトマトジュースを美味しそうに飲んでしまったのが決定打となる。キャロンとバリカンにバットで殴られた挙句、生物の体をドロドロに溶かす特殊光線・アトスメヒを博に突き付けられて、研の居場所を白状させられた。その後の描写はなく、倒されたかどうかは不明。
ピアノの先生
第45話に登場。キャロンが通う音楽教室の先生に化けたジュラル星人。特殊な鳩時計とピアノを用いた催眠術により、就寝中のキャロンを「君の兄さんは悪い人間なのだ」と惑わせて研を襲わせる。だが、さおりの強烈なビンタで洗脳が解かれ、作戦は失敗してしまう。そうとは知らずに研は死んだものと有頂天にピアノを弾いていたところへ殴りこまれて倒された。
不良少年
第49話に登場。倉庫裏で遊んでいた研のクラスメイト達を何の理由もなく暴行する。説得しに来た研にも問答無用で暴力を振るい、さらにバイクレースを申し込むが、その最中に転倒してしまう。心配して駆け寄った研に不意打ちを仕掛けた後、ジュラル星人の正体を現したが、スカイロッドで仲間もろとも掃射される。
バリカンの旧友
第61話に登場。学校帰りの研を訪ね、自分はバリカンの旧友だと名乗るが、バリカン自身は知らない。
その正体はジュラル星人によって造られた時限爆弾を内蔵したロボットで、泉家を爆死させるために送られた刺客であった。バリカンがそのことを聞いてしまったがため、ジュラル星人に拉致されるが、テレパシーによって研に伝えることに成功。
最後は正体を知った研によって上空から海に投げ捨てられて爆発した。
タイガー・M
第63話に登場したアリゾナ育ちのボクサー。世界ヘビー級チャンピオンで50戦50K.O.勝ちという記録を持ち、彼との試合に挑み死亡した者は13名、再起不能に陥ったものは20人とされる。劇中で対戦相手の熊寅次郎を殴り殺すが、その後の研との闘いでは苦戦し、ジュラル星人の正体を現した。
本名「マッタク・ツヨシ」。

### 研の小学校
渚（なぎさ）
研のクラスの担任を務める色っぽい美人教師。薄茶色のショートヘアが特徴。
『冒険王』連載版では「さゆり先生」という別のキャラクターに置き換えられており、容姿や服装も全く異なる。
徹
第27、38話に登場した研のクラスメイトの太った少年。ジュラル星人に魔法を掛けられて毒キノコを食べていた。
花子
第27、44、46、49話に登場した研のクラスメイトの少女。ショートヘアーで眼鏡をかけている。

### その他の人物
科学者
第3話に登場。サンダナパレスアグリアスに酷似した人食い蝶が日本のどこかにいると予想するが、それ以外の情報はまだ世間で明かされていないのか本人の認知不足なのか、その他のことは一切不明だと発言した。
大仏
第14話に登場。森の中に造られた大仏。ジュラル星人にコントロールされ、生物のように立ち上がってエネルギー資源の設備を破壊する。研によって解放されると、その場で元の体勢になり動かなくなった。その後どうなったかは描写されておらず不明。
精神病院院長
第23話に登場。表向きは精神病院の院長だが、世界を灰にして新しい帝国を築く野望を抱いており、ジュラル星人と手を組み、病院の地下に大陸間弾道ミサイルの発射基地を作ってヨーロッパの半分を壊滅させようとした。
だが警視総監に依頼されて病院に潜入していた研に計画を阻止され、追い詰められた末に拳銃で自分の頭を撃ち抜き自殺するという最期を遂げた。
雄一（ゆういち）
第25話に登場した少年。両親の不仲が原因で非行に走り、幸せな家庭を憎んで放火を繰り返す。ある日、放火しているところを人間に化けたジュラル星人に見つかり、「警察に捕まりたくなければ仲間に加われ」「一緒に毎日家を焼こう」と脅される。
このままではいけないと自省の念に駆られて研に相談した。研がジュラル星人を成敗した後は両親も仲直りし、もう2度と放火はしないと誓った。
山村（やまむら）
第28話に登場した科学者。新式ロケットZ9号の図面をジュラル星人に売りつける。しかし最初から見返りの100億円が目当てで、取引現場に来たジュラル星人を射殺。再度現れた別のジュラル星人に襲われてしまうが、研に救われる。100億円は銀行から奪われたものであり「あなたは人類を裏切ろうとした」と研に咎められ、自首を決意する。
古山惣助
第32話に登場した金庫破りの名人。過去に逮捕されており、釈放後は二度と悪事は働かないと誓った。しかし息子と楽な生活を送りたい心をジュラル星人に利用され、どんな科学力をもってしても開かないという宇宙局の大金庫を破る。研によりジュラル星人が退治された後は、改めて真っ当な職に就くことになった（何故か宇宙局の金庫破りの罪状に関してはスルーされている）。
横田三吉
第33話に登場した男性。便利な機械やロボットだらけの未来都市を嫌う、保守的な頑固親父。わざと昔の生活様式を維持しているが、周囲からは「時代遅れ」と馬鹿にされ、とばっちりで息子のオサムもいじめを受けている。
ついには家族を残して厭世自殺しようとするが、偶然その場に居合わせたジュラル星人に面白がられて煽り立てられ、気が抜けてしまう。研に助け出された後は、「死ぬなど間違っていた」とオサムに謝罪した（が、自分の生き方までは変えなかった）。
ボルガ
第35話に登場した西ドイツの科学者。東京湾上に建設される海上工業都市の設計者として、日本を代表する学者達が集まるレセプションに出席するため来日。
立ち寄った映画館で研とバリカンに出会う。しかし二人と別れた直後、人間に化けたジュラル星人に捕まり銃殺されてしまう。そして頭の中に時限爆弾を仕掛けられ、再び自我を取り戻し、本人は何も知らぬままレセプションに入り込む。
そこへ駆けつけた研の並外れた聴力によって時限爆弾の存在が判明し、スカイロッドに乗せられて会場から遠ざけられる。しかし爆発の時間は刻一刻と迫り、さらに、学者達を時限爆弾で抹殺する作戦を台無しにされたジュラル星人の追撃を受ける。
手詰まりになった研は謝罪の言葉を叫んでボルガ博士を敵機目がけて投下。そのままボルガ博士はジュラル星人の宇宙船に激突し、もろとも爆砕した。全てが終わった後、研と吉坂は無事に完成した海上工業都市を眺めながら、悲劇的なボルガ博士の死を悼んだ。
また、絵コンテでは名前が「ゲルテ博士」とされている。
この回は本作品の突拍子のなさを象徴する名エピソードとしてファンの間でも人気が高く、テレビ番組で本作品が取り上げられた際にこの回が紹介されたこともある。
ルミ子
第41話に登場した少女。両親を亡くし継母に引き取られたが、財産が無かったため奴隷のように扱われる。しかし突然目の前に現れた謎の男の協力により、御曹司の誕生パーティへの参加が叶う。
それは御曹司の邸宅から新型旅客機の設計図を盗み出すための、ジュラル星人の策略だったのだが、結果として御曹司に見惚れられ幸せを掴むことになる。41話のタイトル通り、シンデレラがモチーフの人物である。
コロ
第51話に登場した犬。飼い主が引っ越す際、ペットを連れていけないため鎖につながれたまま捨てられてしまい、その後一時的に泉家に保護された。研を罠にかけたジュラル星人に飛び掛かるも光線を受け、死亡してしまう。研たちは墓を建ててコロを弔った。
音吉（おときち）
第54話に登場した青年。蝋人形館の案内スタッフとして働いているが勤務態度は悪く、自宅でも目覚まし時計を電気スタンドで殴って止めたり、「勤めなんか行きたくない」と駄々をこねたりするだらしない性格。
ジュラル星人の策略に嵌って清掃中に蝋人形を破壊してしまいクビになるが、研の活躍で冤罪は晴れる。この一件で心を入れ替えたらしく、新しい仕事には真面目に取り組んでいた。
松本（まつもと）
第62話に登場した農務局調査課の職員。研たちとともに、音信が途絶えた農業コロニーの調査に向かうが何者かに襲撃され、断末魔の叫び声をあげる。ここから逃げるよう研たちに促して力尽き、建物の崩壊に巻き込まれた。
ナレーション
主に施設などの解説を行う。視聴者に対し馴れ馴れしい口調で話したり、時には「専門的なことはともかく」と大雑把な解説を行う。

### コミカライズ版
リリー
コミカライズ版（冒険王掲載分）オリジナルキャラクター。アニメ版でのミユキポジション。アポロ星の宇宙人。ジュラルのボスに親が人質にされてしまい、親と引き換えに研を殺すように命令を受ける。取りあえず人間の女の子に化け、研と友好的関係を築くが、それが仇となり、正体をパパに見破られる。その後、任務通り研（のダミー）を殺し、親を解放してくれると思いきや、ボスに親子もろ共焼き殺されてしまう。息絶え絶えの中、本物の研に本当に好きになっていたことを真の姿のまま告白し、間もなく死亡した。
ザイラス
コミカライズ版（冒険王掲載分）オリジナルキャラクター。望みを何でも叶えてもらうことを条件にジュラル星人に雇われ、地球侵略しにやって来たサイボーグ。電撃を放射する雷電ステックを持ち、バリアを張り眼からレーザーを放つ宇宙エイを操る。一度は研に重症を負わせたが、バリカンによって弱点を見抜かれ、研に脳を狙われ倒される。

## チャージマン研の装備
スペクトルアロー
チャージマン研の強化スーツであり、光のエネルギーを吸収して、パワーとする。装着コードは「チャージングGO!!」。変装には光が必要だが、火花程度の光があれば両手両足が縛られていても変装が可能である。物語の進行上、研が負傷していても変装すると傷が治癒しているなど、変装前の状況がなかったことになる場合もある。研の顔面を覆うシールドはジュラル星人が撃つ光線を受けてもダメージを受けない。
アルファーガン
研が変装すると左腕に装備される光線銃。非常に強力で、銃から放たれる黄色い光線が命中すると基本的に一撃で攻撃対象を破壊・殺傷する能力をもっている。攻撃範囲も広く、命中時に周囲にいる複数人のジュラル星人が死んでしまうことも少なくない。赤い光線に切り替えることで麻酔（催眠）銃として使用することもできる。
ビジュームベルト
チャージマン研のベルト。変装時に中央部が回転する。光線を放射したり、大勢のジュラル星人を相手に竜巻を発生させるなどして攻撃に使用する。
ガドロシューズ
チャージマン研の靴。ジェット噴射機能を内蔵する。早く走ったり、短時間なら低空飛行が可能であり、ジェット噴射を攻撃に用いることもある。
スカイロッド号
チャージマン研の乗用飛行メカ。オレンジと白のツートーンカラーで、天井部には白いリングがついている。陸海空はもとより、宇宙空間での飛行も可能である。攻撃装備として光線砲を装備し、ジュラル星人の飛行艇をほぼ一撃で破壊可能。さらに機体は丈夫であり、建造物の壁や飛行機の船体、地下施設などに直接突入することが出来る。足自慢でもあり、日帰りで日本とアフリカ間の往復が可能。また操縦席の隣に座っている人物を機外へ投棄する機能も備わっている（使い道は不明）。

## スタッフ
- 原作・キャラクターデザイン - 田中英二
- 原作協力 - 鈴川鉄久（※ノンクレジット）
- 企画 - 西野清市
- プロデューサー - 茂垣弘道
- 演出 - 三浦昇
- 構成・脚本 - 和久田正明、安藤豊弘、玉戸義雄
- 絵コンテ - 新田義方、坂口尚、池野文雄、藤井晨一
- 作画監督 - 田中英二、水村十司
- 美術監督 - 加藤清
- 編集 - 米山内順子
- 原動画 - 田中英二、水村十司、池ノ谷安夫、古川達也
- 背景 - マスコット、高村友恵
- 彩色 - 山崎令子、田中ミワ
- 効果 - E&Mプランニングセンター
- 撮影 - ナック撮影部
- 調整 - 原田一男
- 制作進行 - 江口功一、高橋均
- 録音 - 番町スタジオ
- 現像 - 東洋現像所
- 音楽 - 宮内國郎
- 声の出演 - 劇団近代座
- アニメーション制作協力 - タマプロダクション
- 制作 - ナック

## 主題歌
EPレコードはキングレコードから発売された。OP曲「チャージマン研！」のCD化は1991年にVAPから発売された『懐かしのテレビまんが主題歌大全集[アニメ編]』（VPCG-83210）が初。また「研とキャロンの歌」の初CD化は1994年発売の同CD続弾『懐かしのテレビまんが主題歌大全集・アニメ編II』（VPCG-84221）。
エンディングテーマは歌曲ではなく、劇伴が使用されている。
オープニングテーマ - 「チャージマン研！」
作詞 - ナック企画部 / 作曲・編曲 - 宮内國郎 / 歌 - ひばり児童合唱団
第12話を除く全話で戦闘シーンのBGMとして、第1、2、4 - 7、13 - 16、19、23、29、65話で歌唱版、それ以外ではカラオケ版が使用されている。
後年には、日本テレビ系列のバラエティ番組『得する人損する人』でも使用されている。
エンディングテーマ - 「BGM21（本編ED2）」
作曲・編曲 - 宮内國郎
挿入歌 - 「研とキャロンの歌」（第42、43、65話）
作詞 - ナック企画部 / 作曲・編曲 - 宮内國郎 / 歌 - 皆川おさむ、ひばり児童合唱団
第7話ではカラオケ版が使用されている。

## 各話リスト
| 話数 | サブタイトル                     | 放送日  | DVD収録順 |
| ---- | -------------------------------- | ------- | --------- |
| 1    | 危機!! 子供宇宙ステーション      | 4月1日  | 5         |
| 2    | 危機一髪!!                       | 4月2日  | 2         |
| 3    | 蝶の大群が舞う                   | 4月3日  | 1         |
| 4    | 謎の美少年                       | 4月4日  | 3         |
| 5    | 恐怖！ミイラが馬車でやってくる   | 4月5日  | 4         |
| 6    | 怪奇宇宙植物園                   | 4月8日  | 6         |
| 7    | 西部の男・研！                   | 4月9日  | 10        |
| 8    | ジュラル星人X-6号                | 4月10日 | 8         |
| 9    | ジュラルモンス登場               | 4月11日 | 9         |
| 10   | バリカン大暴れ！                 | 4月12日 | 7         |
| 11   | 地球を守れ！                     | 4月15日 | 14        |
| 12   | 野菜サラダが食べられない         | 4月16日 | 13        |
| 13   | 対決！海底都市                   | 4月17日 | 12        |
| 14   | 闇夜に消えた大仏                 | 4月18日 | 11        |
| 15   | 美術館の怪！                     | 4月19日 | 15        |
| 16   | 殺人レコード 恐怖のメロディー    | 4月22日 | 18        |
| 17   | 研の秘密を探れ！                 | 4月23日 | 20        |
| 18   | 囚人島大脱走                     | 4月24日 | 16        |
| 19   | 銀行ギャング キャロンが危ない    | 4月25日 | 19        |
| 20   | ガールフレンドが出来た           | 4月26日 | 17        |
| 21   | キャロンへの贈り物               | 4月29日 | 22        |
| 22   | 時限爆弾電送テレビ               | 4月30日 | 21        |
| 23   | 恐怖！精神病院                   | 5月1日  | 25        |
| 24   | ロボットクラブへの招待状         | 5月2日  | 23        |
| 25   | 雄一少年を救え！                 | 5月3日  | 24        |
| 26   | 記憶を無くした少女               | 5月6日  | 29        |
| 27   | 燃える毒きのこの家               | 5月7日  | 28        |
| 28   | 宇宙ロケットZ9号                 | 5月8日  | 26        |
| 29   | ファッションモデルを消せ！       | 5月9日  | 27        |
| 30   | 塔上のキャロンを救え！           | 5月10日 | 30        |
| 31   | 危機！爆破1秒前                  | 5月13日 | 32        |
| 32   | 金庫破りの名人                   | 5月14日 | 35        |
| 33   | 僕のパパは時代おくれ？           | 5月15日 | 34        |
| 34   | スカイロッド 地底に突っこめ！    | 5月16日 | 31        |
| 35   | 頭の中にダイナマイト             | 5月17日 | 33        |
| 36   | 戦慄！悪魔の病院                 | 5月20日 | 36        |
| 37   | ハイジャックをやっつけろ！       | 5月21日 | 40        |
| 38   | ジュラルのニセ友情作戦           | 5月22日 | 39        |
| 39   | 美人ロボットは殺しの使者         | 5月23日 | 38        |
| 40   | 疾走！殺人ハイウェイ             | 5月24日 | 37        |
| 41   | シンデレラの少女                 | 5月27日 | 43        |
| 42   | 空軍基地が狙われている！         | 5月28日 | 44        |
| 43   | カメラのファインダーを覗け!      | 5月29日 | 45        |
| 44   | 研の偽者をやっつけろ！           | 5月30日 | 41        |
| 45   | 鳩時計が3時を指したら            | 5月31日 | 42        |
| 46   | 恐怖！白髪老婆の家               | 6月3日  | 49        |
| 47   | ジュラルの大逆襲                 | 6月4日  | 48        |
| 48   | 孤島の対決！                     | 6月5日  | 46        |
| 49   | 不良少年の正体は！               | 6月6日  | 50        |
| 50   | みなし子センターを救え！         | 6月7日  | 47        |
| 51   | 捨て犬コロ                       | 6月10日 | 54        |
| 52   | 海底油田を爆破しろ！             | 6月11日 | 55        |
| 53   | 怪しい花嫁                       | 6月12日 | 51        |
| 54   | 怪奇！ろう人形館                 | 6月13日 | 52        |
| 55   | エジプトで出会ったやつ           | 6月14日 | 53        |
| 56   | 暴走！馬上の研                   | 6月17日 | 56        |
| 57   | 南極遊園地                       | 6月18日 | 57        |
| 58   | 悪魔のサーカス団                 | 6月19日 | 58        |
| 59   | 恐怖の森                         | 6月20日 | 60        |
| 60   | 大津波の襲撃                     | 6月21日 | 59        |
| 61   | バリカンの旧友が尋ねて来た       | 6月24日 | 63        |
| 62   | 農業コンビナートの危機           | 6月25日 | 65        |
| 63   | 殺人ボクサーを倒せ！             | 6月26日 | 64        |
| 64   | 爆発！マンモスコントロールタワー | 6月27日 | 62        |
| 65   | 勝利！チャージマン研             | 6月28日 | 61        |

## 放送時期
本作の本放送時期は資料によって食い違いがある。
2010年現在、ICHI（旧・ナック）公式サイト上の「株式会社ICHIテレビ作品」では、1973年7月2日から12月28日まで放映されたとされている。
リスト制作委員会が2000年に編纂した『アニメージュ アニメポケットデータ2000』では、1973年7月2日開始までは同じだが、9月28日で放送が終了したことになっている。
しかし、1973年7月から毎日・朝日・読売などの新聞のテレビ欄では本作が放送されたという時間帯には『マンガ大作戦』という番組名しか確認されず、『チャージマン研!』の番組名が掲載されるようになるのは1974年4月1日からであり（新番組マーク付き）、1974年4月発売の『テレビランド』1974年5月号では『チャージマン研!』が新番組扱いされている。同じく『冒険王』でも1974年5月号からコミカライズ版が新連載されており、アニメージュ編集部編『TVアニメ25年史』など初放映が1974年4月1日から6月28日となっている資料もある。その他、1991年7月10日にバップから発売されたコンピレーション・アルバム『懐かしのテレビまんが主題歌大全集 アニメ編』（VPCG-83210）付属のライナーノーツでも1974年4月1日から6月28日まで放映されたとされている。ちなみに、新聞のテレビ欄では文字数の制限の関係で、手前で放送されていた生放送バラエティ番組『ぎんざNOW』の出演者次第によって、単に『チャージマン研!』のことを「マンガ」と略することもあり、最終回が放映されたとされる1974年6月28日付の各新聞でも、「マンガ（終）」という表記だった。
なお、こうした1973年説と1974年説の混乱について、ライターの眠田直が『オタクアミーゴスの逆襲』（2009年刊）にて本作プロデューサーの茂垣弘道に確認したところ、本放送は1973年が正しかったとしているが、1974年の雑誌展開との整合性についての詳細は明らかではない。また、後枠についてはそれまで30分番組だった『ぎんざNOW』が放送時間を拡大した（17:00 - 17:40）ため、1974年4月2日開始の方が正しいとの見解がある。
なお2013年より、dアニメストアにてオンデマンド配信が開始されている。また2015年3月からはキッズステーションの公式YouTubeチャンネルにおいて期間限定で無料配信されていた。2021年にはICHIの公式YouTubeチャンネル「公式ナックアニメ@ICHI」にてリマスター版にて配信され、2022年には同チャンネルにて4K超字幕版が配信。

## 放送局
系列は放送当時のもの。
| 放送地域       | 放送局         | 放送日時                  | 放送系列               | 備考                                      |
| -------------- | -------------- | ------------------------- | ---------------------- | ----------------------------------------- |
| 関東広域圏     | 東京放送       | 月曜 - 金曜 17:30 - 17:40 | TBS系列                | 制作参加                                  |
| 広島県         | 中国放送       | 月曜 - 金曜 17:30 - 17:45 | TBS系列                | 1974年4月17日 - 7月18日。帯放送           |
| 北海道         | 札幌テレビ     | 月曜 - 金曜 8:05- 7:15    | 日本テレビ系列         | 1974年4月1日 -                            |
| 近畿広域圏     | 毎日放送       | 月曜 - 金曜 7:10 - 7:20   | NET系列                | 1974年4月1日 - 6月28日                    |
| 福島県         | 福島中央テレビ | 日曜 7:45 - 8:00          | 日本テレビ系列 NET系列 | 1975年8月17日 - 1976年6月27日 毎回2話放送 |
| 秋田県         | 秋田放送       | 不定期放送                | 日本テレビ系列         |                                           |
| 山形県         | 山形テレビ     | 土曜 7:45 - 8:00          | フジテレビ系列         | 1975年に放送                              |
| 石川県         | 石川テレビ     | 月曜 - 金曜 16:30 - 16:40 | フジテレビ系列         | 1981年12月23日 - 1982年2月22日            |
| 鳥取県・島根県 | 山陰中央テレビ |                           | フジテレビ系列         |                                           |
| 福岡県         | テレビ西日本   |                           | フジテレビ系列         | 1974年4月1日開始                          |
| 岡山県         | テレビ岡山     |                           | フジテレビ系列 NET系列 | [ 注 20 ]                                 |
| 岐阜県         | 岐阜放送       | 月曜 - 金曜 17:05 - 17:17 | 独立局                 | 1975年4月10日 - 5月16日。計27回の放送。   |

## 映像ソフト
村西とおるが代表を務めるソフト会社・ニューシネマジャパン（販売元はアニメの王国）から第16・51・49・50話の計4話を収録したDVDが1巻発売された。ナック制作のパイロットフィルムである『透明少年探偵アキラ』『スーパータロム』『おこれ! ノンクロ』も同時収録されている。
2007年2月20日にラインコミュニケーションズからDVD-BOX上巻が、同年3月20日に同下巻が発売された。上巻に1 - 4巻、下巻に5 - 8巻が収納されている。このDVD-BOXでは放送時と異なり、独自の話数順に収録されている。放送1話が5話目、最終回が61話目に収録されている。
2017年10月31日にアメリカのDiscotek Mediaから「Chargeman Ken! The Complete Series」が発売された。DVD-BOX3枚組仕様で放送時の話数順で収録されている。
2021年6月30日にベストフィールドから初BDが発売された。特典DVD「ナック パイロット版作品集」が付属し、『透明少年探偵アキラ』『スーパータロム』『おこれ!ノンクロ』『のら犬ぺスの冒険』『がんばれ！彦一』『みにっこ剣士』『SUE CAT』が収録されている。

## 漫画
冒険王版は研がチャージマンに変身する秘密やジュラル星人の設定などストーリーが掘り下げられて製作されており、アニメのような破綻は見られない。
- 徳間書店『テレビランド』1974年4月号 - 同年9月号、1、2話は嵐清孝、3話以降はもりお（もりを）竜
- 秋田書店『冒険王』1974年5月号 - 同年8月号、みやぞえ郁雄

掲載誌の中古流通が少ないため、オークションでは高額で取引されていた。
2016年3月、上記二誌版を合本し、アニメ版の資料（一部回の絵コンテ・主題歌EPレコードジャケットなど）も収録した『チャージマン研! コミックス & トレジャーズ』と題したムック本が復刊ドットコムより出版された。（ISBN 978-4-83-5453224）

## 舞台
「LIVEミュージカル演劇『チャージマン研!』」が、2019年10月31日から同年11月6日まで東京・新宿FACEで上演された。
第2弾「LIVEミュージカル演劇『チャージマン研!』R-2」が、2020年10月10日から同年10月18日まで東京・新宿FACEで上演された。
第3弾「Live-Musical-Stage『チャージマン研！』2023」が、2023年12月23日から同年12月31日まで東京・新宿FACEで上演された。

### スタッフ（舞台）
- 原作 - 田中英二、鈴川鉄久
- 脚本 - 伊勢直弘
- 音楽 - 手島いさむ
- 演出 - キムラ真
- 振付 - 遠山晶司（梅棒）（第1 - 2弾）
- 殺陣 - 中村誠治郎（第1弾）
- 音響 - 門田圭介（K2sound）（第1弾）、田上篇志（第3弾）
- 照明 - 橋本剛（コローレ）
- 美術 - 岡田志乃（第1 - 2弾）
- 舞台監督 - 今泉馨
- 衣装 - 小野涼子
- ヘア＆メイク - 前田亜耶
- 演出助手 - 美波利奈（第1 - 3弾） 佐々木昌美（第3弾）
- 歌唱指導 - 新良エツ子（第1弾）・市川祐子（第2 - 3弾）
- HP制作 - 甲斐真菜美（第3弾）
- 振付アシスタント - YOU（第1弾）
- 制作 - 振付アシスタント - YOU（第1弾）
- プロデューサー - 吉井敏久（第1弾）

### 出演（舞台・初演）
- チャージマン研（泉研）役 - 古谷大和、安達勇人、髙﨑俊吾、中村誠治郎
- 泉キャロン役 - 星元裕月
- バリカン役 - 阿部快征
- ジュラル星人役 - 浜ロン、足立雲平、榎太誠、坂下陽春、菅野周平、前田航希、牧亮佑、溝下翼
- 魔王役 - 村上幸平
- 泉博役 - 篠原麟太郎
- 声の友情出演 - 藤原祐規

### 出演（舞台・第2弾）
- チャージマン研役 - 古谷大和、安達勇人、東拓海、若井おさむ
- 泉キャロン役 - 星元裕月
- 泉博役 - 篠原麟太郎
- 星くん役 - 藤原祐規
- ジュラル星人役 - 浜ロン
- 魔王役 - 村上幸平
- ジュラル星人たち役 - 足立雲平、榎太誠、菅野周平、前田航希、溝下翼
- お休み研（日替わりゲスト） - 中村誠治郎（12日･14日･16日いずれも19：00）、髙﨑俊吾（11日･15日いずれも19：00）、阿部快征（13日19：00）

### 出演（舞台・第3弾）
- チャージマン研役 - 大見拓土、髙﨑俊吾、横井翔二郎、中村誠治郎、東拓海、古谷大和
- キャロン役 - 星元裕月
- バリカン役 - 赤間頼依
- ボルガ博士役 - 山﨑玲央
- ジュラル星人役 - 上杉周大
- 魔王役 - 村上幸平